# Suprematisme

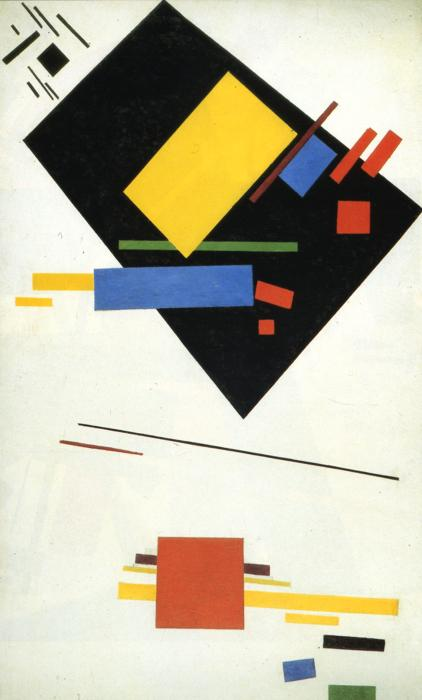
Kazimir Malevitsj, Suprematisme, 1915

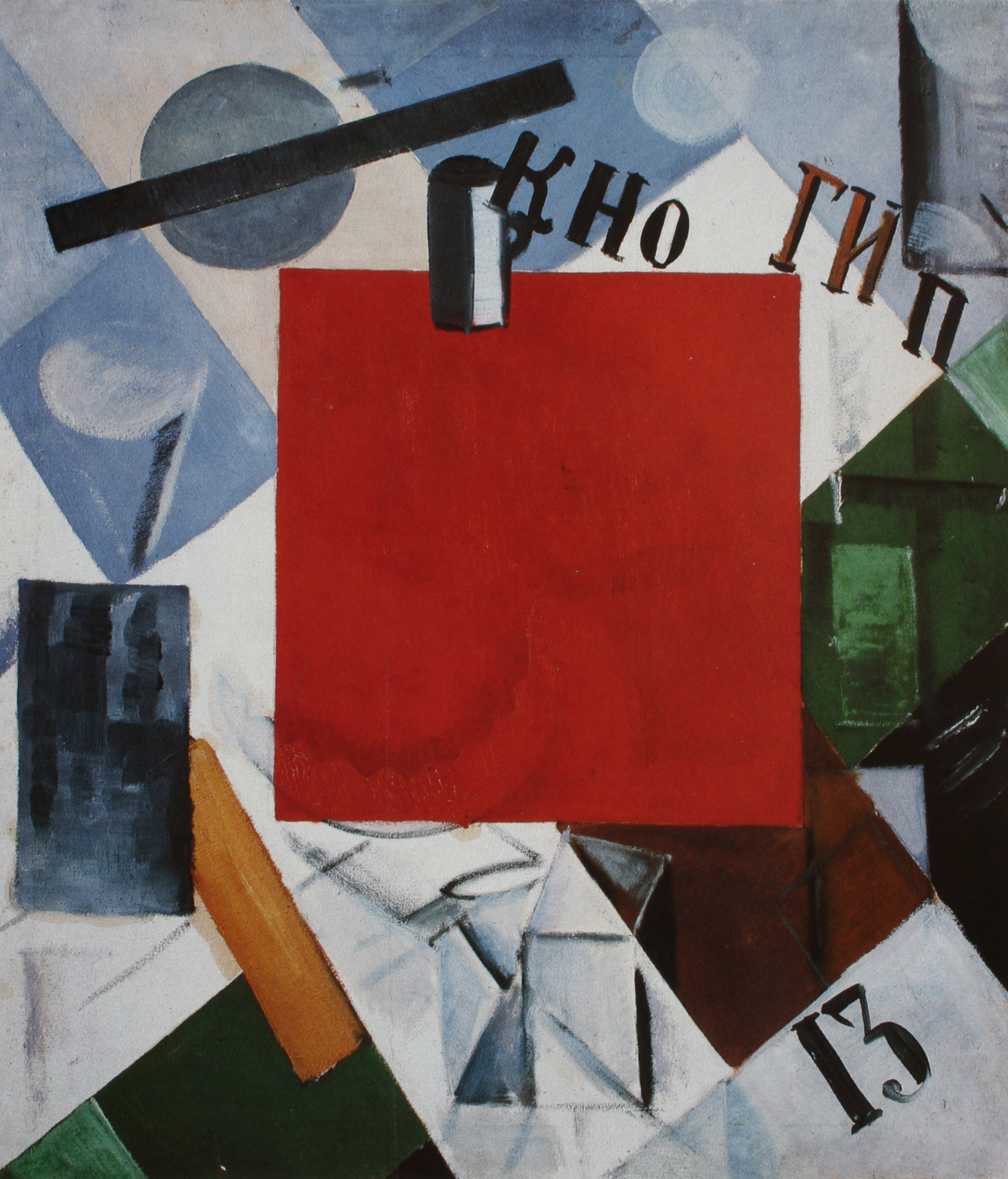
Alex Morgunov, 1915

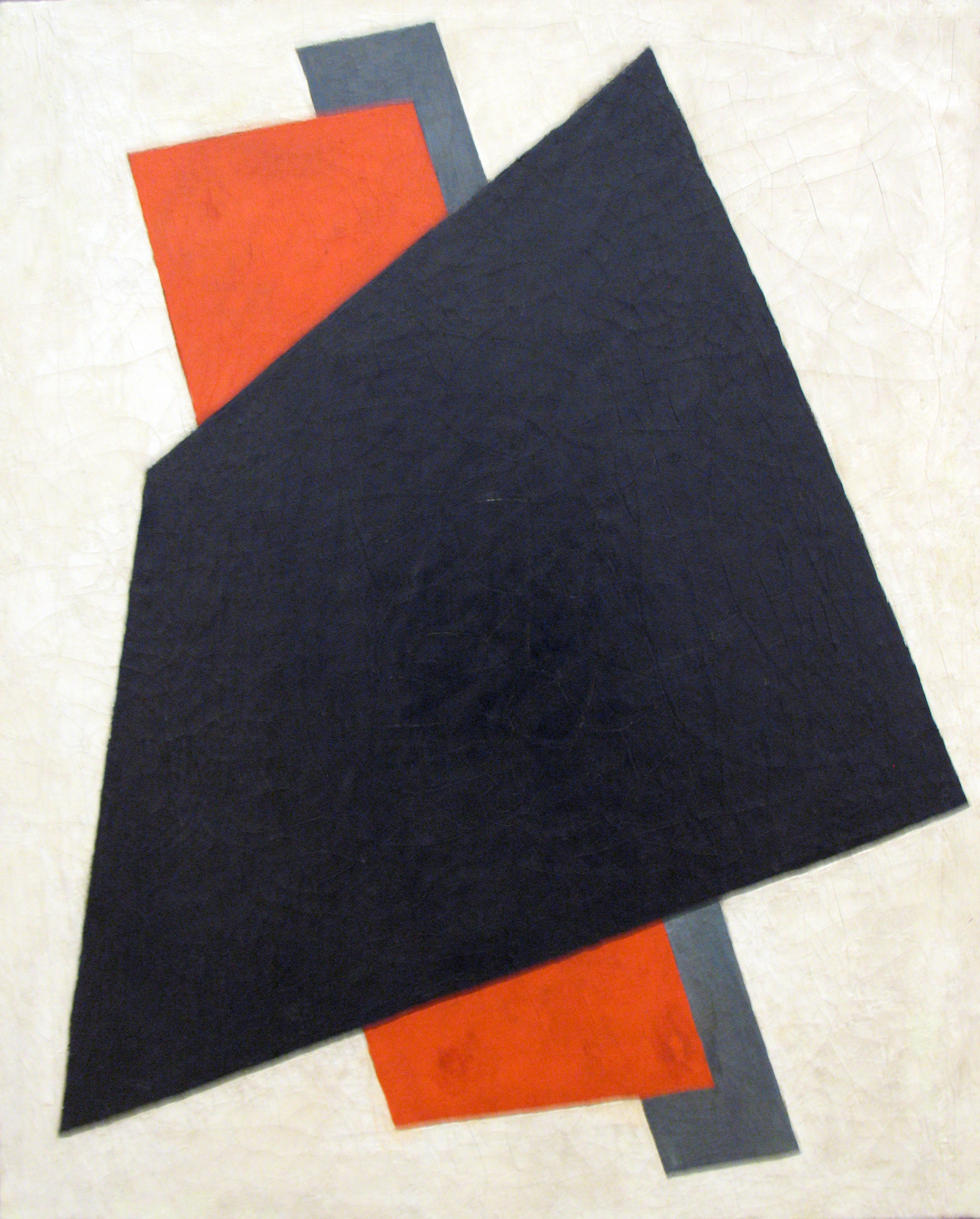
Ljoebov Popova, Schilderkunstige architectuur, 1916

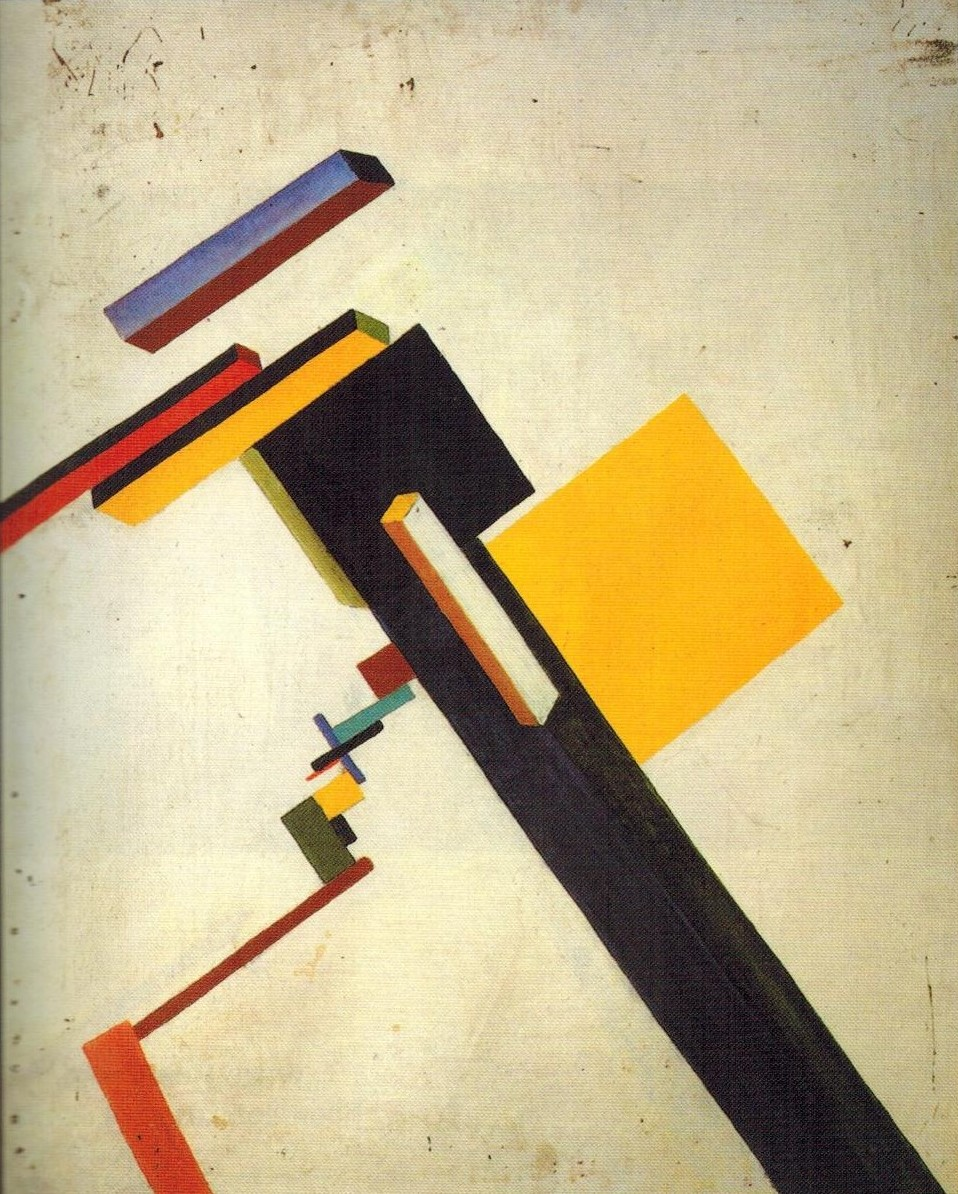
Sergey Senkin, Abstracte compositie, 1920

Het suprematisme is een vorm van abstracte kunst uit het begin van de twintigste eeuw met maar korte bloeiperiode circa 1915-1920.

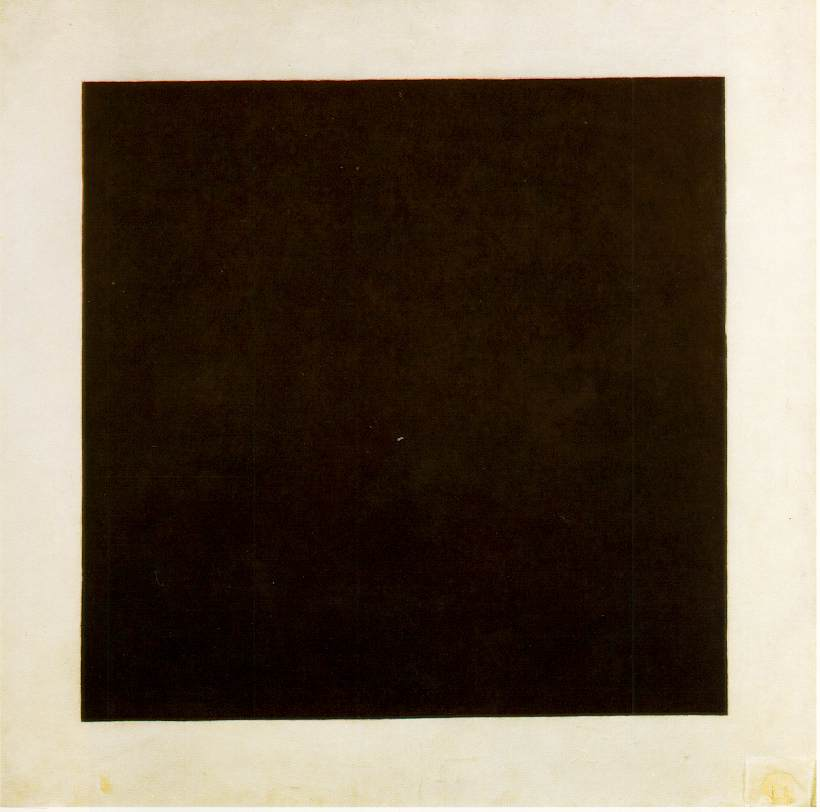
Kazimir Malevitsj, Zwart vierkant, 1915

## Oorsprong en manifest
Deze stijl binnen de schilderkunst werd gegrondvest door de Russische kunstschilder Kazimir Malevitsj, die in 1915 de principes formuleerde. December 1915 publiceerde hij deze in zijn Suprematistisch Manifest onder de titel "Via Kubisme en Futurisme tot Suprematisme: het nieuwe Realisme in de Schilderkunst". Hij streefde naar een nieuwe vorm van beeldende kunst, die een nieuwe werkelijkheid moest scheppen, zonder relatie met de natuur noch met andere herkenbare zaken. De directe aanleiding voor deze publicatie was 'De Laatste Futuristische Schilderijententoonstelling 0.10' in Sint-Petersburg (toen Petrograd). Te midden van andere abstracte werken, werd daar voor het eerst Zwart Vierkant getoond; een zwart vierkant op een witte achtergrond. Het vormde voor het kunstpubliek en voor Malevitsj zelf een keerpunt. Het woord suprematie betekent: oppermacht. Malevitsj sprak over het suprematisme als "de absolute macht van de beeldende expressie". Later ook wel: "Onder suprematisme versta ik de suprematie van de zuivere ervaring in de beeldende kunst".
'Zwart vierkant op witte ondergrond' werd waarschijnlijk al in 1913 door Malevitsj vervaardigd. Hij wist dat dit doek het icoon van het suprematisme moest worden en openbaarde het pas bij de tentoonstelling van 1915. Daar was het - niet als de andere schilderijen, gewoon aan de muur, maar - in de 'gouden hoek' van de kamer opgehangen. Dat is in een hoek van de kamer tegen het plafond; de speciale plek in huis waar in Rusland de heilige iconen worden geplaatst. Malevitsj stelde: Het vierkante vlak geeft het begin aan van het suprematisme, van een nieuw kleurrijk (sic; zwart) realisme als een soort van abstract scheppen.
Het zwart vierkant is het meest kenmerkende voorbeeld van het Suprematisme; de eerste kunststroming van abstracte kunst in Rusland. Het suprematisme vormde een tegenstelling met het constructivisme. Waar constructivisten zien dat het gehele leven door de techniek beheerst wordt, geloven de suprematisten dat het gevoel de techniek in het leven roept. Het suprematisme werkt vooral met geometrische figuren zoals het vierkant, de cirkel en de rechthoek. Binnen een volkomen abstracte kunst stond Malevitsj de suprematie van geometrische vormen voor. De weergave van zowel voorwerpen als ideeën werd volkomen afgewezen.
Het suprematisme van Malevitsj is voor een belangrijk deel gebaseerd op het werk van de Russische wiskundige Nikolaj Lobatsjevski. Vanuit deze denkbeelden is elk schilderij een 'bevroren' beeld van een eeuwige beweging door een ruimte van {\displaystyle n} dimensies, geen omhoog, geen omlaag, geen rechts en geen links.
Het is geen figuratieve kunst. Het idioom is gebaseerd op geometrische vormen en pure kleuren plus wit en zwart. Kunst was voor Malevitsj verbonden met het spirituele. Volgens zijn opvatting was het niet nodig dat de kunst een uiting was van politieke, utilitaire of sociale doelstellingen en pretenties. Kunst behoorde autonoom te zijn. Deze opvatting onderscheidde hem van de constructivisten. Er waren verschillende volgelingen, waaronder Ljoebov Popova.

## Invloeden
Het kubisme en het futurisme hebben het suprematisme beïnvloed. Daarbij dient het Russisch futurisme te worden onderscheiden van het Italiaanse futurisme onder leiding van Filippo Marinetti. Het Russisch futurisme werd vooral gedragen door diverse dichters.
Het suprematisme besloeg maar een korte periode. Al in 1919 kondigde Malevitsj het einde aan van 'zijn stroming'. In 1920 verklaarde hij dat het suprematisme obsoleet was geworden. Sommige aanhangers sloten zich daarna bij de constructivisten aan. Het suprematisme stond in 1917 in de belangstelling bij andere kunstenaars. Zij gebruikten het ook voor toegepaste kunst. De kunstenaars verenigden zich in het begin van de jaren twintig in een aantal OeNOVIS-groepen. Hoewel de beweging in Rusland weinig weerklank vond en maar een beperkt aantal navolgers kende, had zij wel veel invloed op Kandinsky en de schilders van het Bauhaus en De Stijl.
Wat betreft het streven de vormentaal van de beeldende kunst terug te brengen tot zijn essentie, wordt wel beweerd dat Malevitsj met zijn suprematisme, profetisch was voor de Minimal art van de jaren 1960. Daar moeten echter vraagtekens bij geplaatst. Minimal art ontstond immers pas zo'n 50 jaar, en minstens 3 kunststromingen later. Bovendien beschouwen de minimalisten zichzelf als een reactie op het Amerikaanse abstract expressionisme van de jaren 1950.
De Oktoberrevolutie van 1917 werd door veel kunstenaars gesteund. Het nieuwe regime was in het begin gecharmeerd door abstracte en experimentele kunst en had de abstracte kunst tijdelijk een bijzondere waarde voor de Sovjet-regering. Er was zelfs subsidie voor. Maar vanaf 1924, toen het stalinisme zijn beslag kreeg, begon de Sovjetstaat de artistieke vrijheid in te perken. Na de Russische Revolutie meenden veel moderne kunstenaars die onder het regime van de tsaar niet aan het werk konden dat nu eindelijk hun tijd was gekomen. Het communistisch regeringsstelsel verbood echter al snel elke kunstvorm die niet in dienst stond van de staat.

## Vormsoort
De schilderijen vertonen grote contrasten zoals:
- rond - hoekig
- geometrisch - organisch
- open - gesloten
- symmetrisch - asymmetrisch
- regelmatig kleurgebruik - onregelmatig kleurgebruik
- enkelvoudig kleurgebruik - samengesteld kleurgebruik

## Kunstenaars
- Ksenia Boguslavskaya
- Nina Genke-Meller
- Ivan Kljoen
- Kazimir Malevitsj
- Alex Morgunov
- El Lissitzky
- Ljoebov Popova
- Ivan Puni
- Olga Rozanova
- Sergey Senkin
- Nadezhda Udaltsova